# 挑戦手合制
挑戦手合制（ちょうせんてあいせい）は、選手権における方式の一つ。タイトル保持者（前回優勝者）と挑戦者とが対戦し、その勝者を新しいタイトル保持者とするタイトルマッチ・システムの一種である。
主に囲碁、将棋、連珠、チェスなどのマインドスポーツで用いられている。

## 概要
ボクシングやプロレスなど格闘技のタイトルマッチでは、ランキング上位の選手に挑戦権が与えられたり、タイトル保持者が対戦相手を指名することがあるが、挑戦手合制ではトーナメントやリーグ戦などを事前に開催することで挑戦者を決定する。また、格闘技のタイトルマッチで引き分けが現王者の防衛となるのと異なり、挑戦手合制では番勝負により勝者が決定するまで対局が行われる（七番勝負であればどちらかが四勝するまで）。
挑戦手合制は、タイトル戦と呼ばれる公式棋戦で主に採用されている方式である。タイトル戦ではない棋戦ではトーナメントで優勝者を決定することが多く、タイトル戦と区別する意味で、「優勝棋戦」という表現がある。ただし、かつて行われていた朝日オープン将棋選手権は、優勝棋戦でありながら挑戦手合制であった（もっとも、朝日オープンは優勝者が「朝日選手権者」を名乗れるなど準タイトル戦の扱いであった）。また、囲碁の地方棋戦である王冠戦と関西棋院第一位決定戦は挑戦手合制で行われている。
挑戦手合制で行われる番勝負において、囲碁界では「棋聖戦挑戦手合七番勝負」のように挑戦手合の語が用いられるが、将棋界では「王将戦七番勝負」のように慣例的に省略される。

## 歴史
日本において、囲碁・将棋とも、挑戦手合制はタイトル戦の開始とともに始まったといえる。将棋でもっとも古いタイトル戦である名人戦は1937年に始まっている。囲碁では第1期本因坊戦の六番勝負が1941年に行われた。囲碁においては日本国内の挑戦手合制の棋戦は国内棋戦のみであり、国際棋戦では採用されていない。
世界チェス選手権では、世界チャンピオンが公式化された1886年以降、挑戦手合制（タイトルマッチ）の形でチャンピオンが決定されていた。この制度は国際チェス連盟（FIDE）にも引き継がれ、1948年以降はFIDEが主催するトーナメント戦『Candidates Tournament』により挑戦者を決定していたが、1998年以降は前年度のチャンピオンを含めたトーナメント方式に変更されている。